# Stora Vårholmen
Stora Vårholmen är en ö i Finland. Den ligger i Finska viken och i kommunen Raseborg i den ekonomiska regionen  Raseborg i landskapet Nyland, i den södra delen av landet. Ön ligger omkring 72 kilometer väster om Helsingfors.
Öns area är 27,1 hektar och dess största längd är 1 kilometer i sydöst-nordvästlig riktning.